# Welsigke
Welsigke ist ein bewohnter Gemeindeteil im Ortsteil Grubo der Gemeinde Wiesenburg/Mark im Landkreis Potsdam-Mittelmark in Brandenburg.

## Geografische Lage
Der Ort liegt rund 4,9 km südöstlich des Gemeindezentrums und dort unmittelbar an der Landstraße 84, die von Nordwesten kommend in südöstlicher Richtung nördlich des Ortes vorbeiführt. Westlich liegt der Wiesenburger Ortsteil Jeserig/Fläming, südöstlich Grubo. Im Norden grenzt die Gemarkung der Stadt Bad Belzig an; südwestlich liegt der Ortsteil Jeserigerhütten. Die Wohnbebauung konzentriert sich entlang zweier Straßen; die übrigen Flächen sind vorzugsweise bewaldet.

## Geschichte und Etymologie
Der Ort wurde erstmals als Welszecke im Jahr 1487 urkundlich erwähnt, war jedoch schon seit um 1420 als wüste Dorfstätte bezeugt und gehörte zum Gut Klein Glien. Zu dieser Zeit war das Dorf möglicherweise Tochterkirche von Jeserig. Im Jahr 1506 hielt ein Einwohner aus Grubo das wüste Gut Welsigke von den Brandt von Lindau zum Lehen. Zwei weitere Einwohner zinsten aus den wüsten Hufen der Gemarkung. Die Bezeichnung änderte sich in Welsicke wüste im Jahr 1592 zu Welsigkerhütten im Jahr 1791 und Welsigke im Jahr 1861. Im Jahr 1555 und 1575 bekam der Pfarrer aus Wiesenburg den Zehnten von der wüsten Feldmark.
Im Jahr 1702 leisteten die Bauern aus Grubo Abgaben aus Welsigke in Höhe von 7 Scheffel Roggen und 12 Scheffel Hafer. Anschließend entstand auf der Fläche ein Vorwerk auf der wüsten Feldmark. Im Jahr 1777 hatten sich vier Häusler niedergelassen; sieben Häuser waren von Dreschern und Hofarbeitern angemietet.
Welsigke bestand im Jahr 1837 aus 22 Wohnhäusern. Im Jahr 1858 war die Gemarkung insgesamt 4710 Morgen (Mg) groß: 5 Mg Gehöfte, 5 Mg Gartenland, 35 Mg Acker und 4665 Mg Wald. Darauf standen ein Forsthaus sowie 24 Wohn- und 10 Wirtschaftsgebäude.
Ein Jahr zuvor war es zu einem Rezess über die Abgaben der Büdner gekommen, die diese an das Gut Klein Klein zahlen mussten. Im Jahr 1872 kam es zu einem weiteren Rezess über die Ablösung der Grundgerechtigkeiten der drei Büdner aus Welsigke. Zwei Jahre später wurden in einem weiteren Rezess die Dienstbarkeiten einiger Hausbesitzer verhandelt.
Im Jahr 1900 standen in Welsigke auf vier Hektar (ha) insgesamt 20 Häuser. Die Eingemeindung nach Grubo erfolgte im Jahr 1928; dort war Welsigke 1931 und 1957 ein Wohnplatz. In der Zeit der DDR gründete sich 1958 eine LPG Typ I mit sieben Mitgliedern und 42 ha Fläche, die zwei Jahre später 23 Mitglieder und 133 ha Fläche umfasste. Diese kam 1961 an die LPG Typ III Grubo. Drei Jahre später wurde Welsigke ein Ortsteil von Grubo. Im Jahr 1973 bestand im Ort eine Revierförsterei.

## Bevölkerungsentwicklung
| Jahr      | 1817 | 1837 | 1858 | 1871 | 1885 | 1895 | 1905 | 1925 |
| Einwohner | 96   | 115  | 104  | 90   | 78   | 88   | 64   | 56   |